# José Valverde
José Rafael Valverde (San Pedro de Macorís, 24 marzo 1978) è un giocatore di baseball dominicano, free agent dal 2014.

## Minor League
Valverde firmò come free agent amatoriale il 6 febbraio 1997 con gli Arizona Diamondbacks. Nel 1999 iniziò giocando con due squadre finendo con una vittoria e due sconfitte, 3.73 di ERA, 8 salvezze e .273 di media alla battuta contro di lui in 22 partite (31.1 inning). Nel 2000 giocò con due squadre finendo con una vittoria e 5 sconfitte, 3.95 di ERA, 18 salvezze e .210 alla battuta contro di lui in 43 partite (43.1 inning).
Nel 2001 con gli El Paso Diablos AA finì con 2 vittorie e 2 sconfitte, 3.92 di ERA, 13 salvezze e .225 alla battuta contro di lui in 39 partite (41.1 inning). Nel 2002 con i Tucson Sidewinders AAA finì con 2 vittorie e 4 sconfitte, 5.85 di ERA, 5 salvezze e .250 alla battuta contro di lui in 49 partite (47.2 inning).
Nel 2003 con i Sidewinders finì con una vittoria e una sconfitta, 3.10 di ERA, 5 salvezze e .236 alla battuta contro di lui in 22 partite (29.0 inning). Nel 2004 con i Sidewinders finì con una vittoria e una sconfitta, 4.22 di ERA, 3 salvezze e .220 alla battuta contro di lui in 10 partite di cui una da partente (10.2 inning).
Nel 2005 sempre con i Sidewinders chiuse con nessuna vittoria o sconfitta, 0.00 di ERA e .143 alla battuta contro di lui in 2 partite (2.0 inning). Nel 2006 finì con una vittoria e nessuna sconfitta, 3.06 di ERA, 3 salvezze su 3 opportunità e .200 alla battuta contro di lui in 15 partite (17.2 inning).
Nel 2009 con i Corpus Christi Hooks AA finì con nessuna vittoria o sconfitta, 0.00 di ERA e .000 alla battuta contro di lui in 2 partite (2.0 inning). Nel 2013 giocò con due squadre finendo con nessuna vittoria o sconfitta, 3.21 di ERA, 7 salvezze su 7 opportunità e .300 alla battuta contro di lui in 14 partite (14.0 inning).

## Major League

### Arizona Diamondbacks(2003-2007)
Debuttò nella MLB il 1º giugno 2003 contro i San Diego Padres. Chiuse la stagione con 2 vittorie e una sconfitta, 2.15 di ERA, 10 salvezze su 11 opportunità e .137 alla battuta contro di lui in 54 partite (50.1 inning). Nel 2004 finì con una vittoria e 2 sconfitte, 4.25 di ERA, 8 salvezze su 10 opportunità e .213 alla battuta contro di lui in 29 partite (29.2 inning), guadagnando 320.000$.
Nel 2005 chiuse con 3 vittorie e 4 sconfitte, 2.44 di ERA, 15 salvezze su 17 opportunità e .211 alla battuta contro di lui in 61 partite (66.1 inning), guadagnando 335.000$. Nel 2006 finì con 2 vittorie e 3 sconfitte, 5.84 di ERA, 18 salvezze su 22 opportunità e .256 alla battuta contro di lui in 44 partite (49.1 inning), guadagnando 359.000$.
Nel 2007 finì con una vittoria e 4 sconfitte, 2.66 di ERA, 47 salvezze su 54 opportunità e .196 alla battuta contro di lui in 65 partite (64.1 inning), guadagnando 2 milioni di dollari. Il 14 dicembre dello stesso anno venne ceduto agli Houston Astros per Chris Burke, J.C. Gutierrez e Chad Qualls.

### Houston Astros(2008-2009)
Nel 2008 chiuse con 6 vittorie e 3 sconfitte, 3.38 di ERA, 44 salvezze su 51 opportunità e .225 alla battuta contro di lui in 74 partite (72.0 inning). Nel 2009 finì con 4 vittorie e 2 sconfitte, 2.33 di ERA, 25 partite su 29 salvezze e .207 alla battuta contro di lui in 52 partite (54.0 inning). Il 9 novembre dello stesso anno divenne per la prima volta free agent.

### Detroit Tigers(2010-2013)
Il 19 gennaio 2010 firmò coi Detroit Tigers un contratto triennale per un totale di 22,8 milioni di dollari. Chiuse la stagione con 2 vittorie e 4 sconfitte, 3.00 di ERA, 26 salvezze su 29 opportunità e .184 alla battuta contro di lui in 60 partite (63.0 inning). Nel 2011 finì con 2 vittorie e 4 sconfitte, 2.24 di ERA, 49 salvezze su 49 opportunità e .198 alla battuta contro di lui in 75 partite (72.1 inning).
Nel 2012 finì con 3 vittorie e 4 sconfitte, 3.78 di ERA, 35 salvezze su 40 opportunità e .229 alla battuta contro di lui in 71 partite (69.0 inning). Il 4 aprile 2013 firmò un nuovo contratto per 2 milioni di dollari, prima di esser svincolato il 7 agosto dello stesso anno. Con i Tigers chiuse con nessuna vittoria e una sconfitta, 5.59 di ERA, 9 salvezze su 12 opportunità e .237 alla battuta contro di lui in 20 partite (19.1 inning).

### New York Mets(2014-)
Il 12 febbraio 2014 firmò un contratto da minor league con i Las Vegas 51s. Il 26 marzo i Mets acquistarono il suo contratto dai 51s. Il 4 aprile contro i Cincinnati Reds ottenne la sua prima salvezza stagionale, giocando 1.0 inning con un strikeout, 0.00 di ERA, una base concessa e una valida subita. Il 20 aprile nel 14° inning contro gli Atlanta Braves ottenne la sua prima vittoria stagionale, giocando 1.0 inning con una valida concessa.

## Stili di lancio
Valverde attualmente effettua 2 tipi di lanci:
- Prevalentemente una Fourseam fastball (93 miglia orarie di media) alternandola con una Splitter (82 mph di media).

## Vittorie
- Championship della American League: 1

Detroit Tigers: 2012
- Division West della National League:1

Arizona Diamondbacks: 2007
- Division Central della American League: 3

Detroit Tigers: 2011, 2012, 2013

## Premi
- (3) All-Star (2007, 2010, 2011)
- Delivery Man dell'anno (2011)
- Delivery Man del mese (8/2008)
- (2) Giocatore della settimana (22/06/2003,20/05/2007)
- Futures Game Selection (2001).

## Numeri di maglia indossati
- n° 47 con gli Arizona Diamondbacks (2003-2007)
- n° 47 con gli Houston Astros (2008-2009)
- n° 46 con i Detroit Tigers (2010-2013)
- n° 47 con i New York Mets (2014-).